# Alexandru Fodor
Alexandru Fodor (n. 1869, Rădești – d. 1951, Cluj) a fost un medic român și secretar de ședință pentru Marea Adunare Națională care a votat Marea Unire la 1 decembrie 1918 în sala istorică din Alba Iulia. A fost ales membru al Marelui Sfat Național în aceeași zi. A fost membru în Consiliul Național din Alba-Iulia care a fost încredințat de Comitetul Național din Arad cu organizarea Adunării de la 1 decembrie 1918 în Alba Iulia. Consiliul Național din Alba-Iulia l-a însărcinat cu primirea participanților la Adunare.

## Biografie
Alexandru Fodor s-a născut la 5 septembrie 1869, în comuna Rădești, județul Alba, pe atunci în Austro-Ungaria.

## Studii
A urmat școala luterană din Aiud, iar apoi Liceul din Blaj. La 1 septembrie 1889 s-a înscris la Facultatea de Medicină din Cluj, unde a urmat primii doi ani, apoi s-a mutat la Facultatea de Medicină din Viena, de unde la 4 iulie 1896 a fost promovat medic. În 1895 a fost ales vicepreședinte al societății academice România Jună din Viena.

## Activitatea politică
Promovarea obiectivelor memorandiste și demersurile românilor de la sfârșitul secolului XIX au fost evenimente importante premergătoare Marii Uniri. Medicul Alexandru Fodor s-a implicat în mod deosebit în acțiuni de pregătire a unirii și a fost chiar condamnat și trimis în închisoare, în 1916.
Înainte de participarea activă în cadrul Marii Adunări Naționale din 1 decembrie 1918, în timpul studiilor realizate la Viena, Alexandru Fodor a intrat în contact cu memorandiștii, iar din acest motiv va fi prezent  la procesul acestora ținut la Cluj în anul 1892.
Din noiembrie 1918 a fost ales membru și apoi vicepreședinte al Consiliului Național Român din Alba Iulia, în care au activat încă trei medici: Dominic Medrea, Aurel Boteiu și Zeno Dumitreanu. 
În timpul Marii Adunări Naționale de la Alba Iulia, a fost însărcinat cu încartiruirea participanților la Marea Adunare Națională. Împreună cu avocatul Ionel Pop, medicul Alexandru Fodor va fi numit și notar.

## Activitate medicală
După absolvirea Facultății de Medicină din Viena, în august 1896, se întoarce în Transilvania, iar pentru puțin timp va fi medic la Blaj. În luna octombrie a anului 1896, se întoarce la Viena, pentru a-și efectua stagiul militar ca medic, la spitalul de Garnizoană numărul 1. În luna ianuarie, a anului 1897, este numit medic în comuna Hăpria, Alba.
În timpul Primului Război Mondial, după ce România renunță la neutralitate și intră în conflagrație împotriva Puterilor Centrale, Alexandru Fodor este închis în luna august a anului 1916 la Karczag, în Ungaria.
La 1 aprilie 1919 a fost numit medic primar al județului Alba, iar la 1 aprilie 1923 s-a transferat ca medic șef la Cluj, unde a activat până în anul 1930 când s-a pensionat. În 1924 a fost numit membru în Consiliul Sanitar Superior. În timpul cât a funcționat ca medic-șef la Cluj, salubritatea și curățenia publică erau responsabilitatea Serviciului Sanitar. Pentru a ameliora situația gravă a curățeniei publice a luat măsuri precum mecanizarea transportului de gunoi și mărirea personalului. De-asemenea, a insistat pentru numirea unui inginer specializat în salubritate publică, însă, nu i-a fost aprobată cerere
Ca medic șef al municipiului Cluj, a încercat să modernizeze serviciul medical sanitar și îl descentralizeze. Deși nu a reușit să obțină construirea unui nou spital epidemic, prin eforturile sale spitalul epidemic vechi a fost modernizat, , fiind totodată organizat și un mic laborator în cadrul spitalului, condus de prof. dr. I. Goia. A insistat, de-asemenea pentru construirea unui spital public cu 600 de paturi și înființarea unui azil pentru săraci, însă, aceste cereri vor fi satisfăcute câteva decenii mai târziu. 

## Implicarea socială
În octombrie 1901 a înființat împreună cu învățătorii Ioan Pampu, Iuliu Roșca și cu alți meseriași din Alba Iulia „Reuniunea de cetire și cântări a economilor și meseriașilor”. În 1904 a înființat la Alba Iulia „Societatea pentru ajutor la înmormântări”, de care a beneficiat mai ales populația săracă a orașului.  
În 1912, a fost unul dintre organizatorii protestului împotriva înființării Episcopiei de Hajdúdorog.  
Acesta a organizat și regizat spectacole, concerte, manifestări culturale. În toamna anului 1913 a organizat turneul trupei Victor Antonescu, de la Teatrul Național din București.  
Cu ocazia Adunării Naționale a fost ales în funcția de membru și apoi vicepreședinte al Consiliului Național Român. Țara a recunoscut implicarea sa și i-au fost decernate mai multe distincții.
Se va stinge la 21 ianuarie 1951, la Cluj, iar conform dorinței sale, va fi înhumat în localitatea natală.

## Decorații
Ca urmare a implicațiilor lui a primit o serie de decorații:
Ordinul „Coroana României” în grad de ofițer; 
„Steaua României” în grad de cavaler; 
Crucea „Meritul sanitar Clasa I”;
„Crucea Roșie”;
„Meritul Aviației”.